# Saadia Zeggane
Saadia Zeggane, née le 14 mars 1981, est une tireuse sportive algérienne.

## Carrière
Elle est médaillée de bronze en trap aux Jeux africains de 2019 à Rabat.